# Gobisaurus
Gobisaurus é um gênero extinto de herbívoro anquilossaurídeos ankylosauria que viveu no período Cretáceo superior na China (Mongólia Interior). Este gênero é monotípico, contendo apenas a espécie Gobisaurus domoculus.

## Descoberta e nomeação
As expedições sino-soviéticas (1959-1960) descobriram um esqueleto anquilossauriano no deserto de Gobi, na Mongólia Interior, perto de Moartu, na região do deserto de Alashan. A descoberta foi largamente negligenciada até que os fósseis foram selecionados para uma exposição itinerante em turnê pelo mundo entre 1990 e 1997, no contexto do Projeto Dinossauro Sino-Canadense. O esqueleto pós-craniano não pôde ser localizado, mas o crânio foi exibido, informalmente chamado de "Gobisaurus", pois na época era nomen nudum.
Em 2001, Matthew K. Vickary, Anthony P. Russell, Philip John Currie e Zhao Xijin nomearam e descreveram a espécie-tipo Gobisaurus domoculus. O nome genérico significa "lagarto de Gobi", referindo-se à sua proveniência. O nome específico significa "escondido da vista" em latim, referindo-se ao fato dele ter sido ignorado por três décadas.
O holótipo, IVPP V12563, foi encontrado numa camada da Formação Ulansuhai. Em 2001, presumiram-se que o espécime-tipo pertencia a idade Aptiana, mas estudos posteriores indicaram que o espécime é datado do Turoniano, período superior do Cretáceo. Consiste apenas de um crânio, os restos pós-cranianos ainda não foram descritos.
Em 2014, Victoria Megan Arbor concluiu que o gênero Zhongyuanssauros, do qual o holótipo HGM 41HIII-0002 inclui extensos remanescentes pós-cranianos, era um possível sinônimo júnior para Gobisaurus.

## Descrição
Gobisaurus foi um grande anquilossaurídeo. Em 2010, Gregory S. Paul estimou seu comprimento corporal em seis metros e seu peso em 3,5 toneladas. O crânio, por sua vez, mediu 46 centímetros de comprimento.

## Filogenia
Gobisaurus foi classificado na família Ankylosauridae em 2001. Vickaryous et al., descobriram em 2004, que um clado formado por Shamossauros e Gobisaurus é "aninhado no interior da linhagem da família como o primeiro exogrupo (subfamília), Ankylosaurinae".
Outras análises encontram uma posição mais basal como o grupo irmão de Shamossauros. Concluindo que Zhongyuanssauros era um provável sinônimo júnior de Gobisaurus, Arbor considerou desnecessário usar o termo "Shamosaurinae" para o clado, incluindo apenas ambos os gêneros.